# Piletocera violascens
Piletocera violascens là một loài bướm đêm trong họ Crambidae.